# Jack, el destripador de Londres
Jack el destripador de Londres o 7 cadaveri per Scotland Yard és una pel·lícula italo-espanyola giallo de 1971 dirigida per José Luis Madrid i protagonitzada per Paul Naschy, Patricia Loran i Renzo Marignano. Es basava en la història de Jack l'esbudellador, aquí representat com a un caníbal.

## Sinopsi
Bruno Doriani és un ex-artista de circ que és sospitós d'una onada de crims que sacseja Londres i fuig de la policia. Alhora cerca venjança per l'assassinat de la seva esposa.

## Repartiment
- Paul Naschy com a Bruno Doriani
- Patricia Loran com a Lulu
- Renzo Marignano com a inspector Henry Campbell
- Orchidea De Santis com a Sandy Christian
- Andrés Resino com a Winston Darby Christian
- Irene Mir com a Belinda
- Franco Borelli com el detectiu Hawkins
- Víctor Iregua
- Teresita Castizio
- Carmen Roger com a Violeta
- Palomba Moreno com a Srta. Sanders
- Víctor Vilanova com a McMurdo
- Maika com a prostituta
- Miguel Muniesa com a Superintendent Chambers
- Isidro Novellas com a Mile
- Alfonso Castizo com a Robert
- Antonio Ramis
- Enrique Beltran

## Recepció
Fou exhibida com a part de la selecció oficial i de la secció informativa a la IV Setmana Internacional de Cinema Fantàstic i de Terror.